# Thermophis zhaoermii
Thermophis zhaoermii là một loài rắn trong họ Rắn nước. Loài này được Guo, Liu, Feng & He mô tả khoa học đầu tiên năm 2008.